# Кузнецкий округ (Средневолжский край)
Кузнецкий округ — административно-территориальная единица Средне-Волжской области (с 20 октября 1929 — Средневолжского края), существовавшая в 1928—1930 годах. Административный центр — город Кузнецк.
Кузнецкий округ был образован 14 мая 1928 года. В него вошли территории упразднённых Кузнецкого уезда Саратовской губернии и Городищенского уезда Пензенской губернии.
30 июля 1930 года Кузнецкий округ, как и большинство остальных округов СССР, был упразднён. Его районы отошли в прямое подчинение Средневолжского края.

## Административное деление
Округ, по состоянию на 1 января 1929 года, был разделён на 12 районов:
- Барановский,
- Городищенский,
- Кондольский,
- Кузнецкий,
- Литвинский,
- Наскафтымский,
- Неверкинский,
- Никольско-Пестровский,
- Павловский,
- Русско-Камешкирский,
- Старо-Кулаткинский,
- Чаадаевский.

Постановлением ВЦИК от 21 января 1929 года Кондольский район был передан в Пензенский округ.